# Almanacksprivilegiet

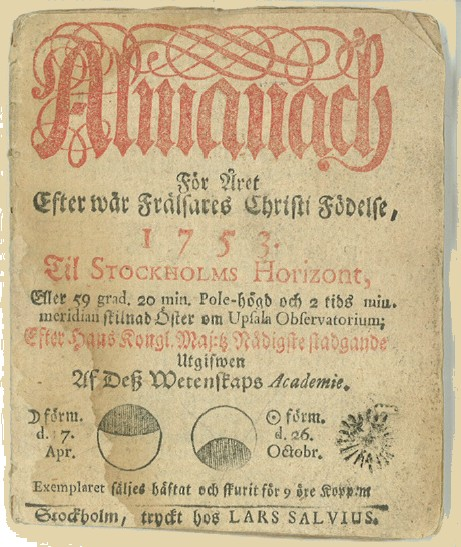
Almanacka för Stockholms horisont 1753.

Almanacksprivilegiet var ett lagstadgat monopol på utgivning av almanackor.

## Sverige
Kungliga Svenska Vetenskapsakademien (KVA) tilldelades den 17 oktober 1747 ett uteslutande privilegium på att utgiva almanackor i Sverige. Det infördes för att garantera att almanackorna innehöll korrekta uppgifter och för att ge KVA medel att finansiera sin verksamhet. Efter införandet av tryckfrihetsförordningen 1812 överlevde privilegiet genom en bestämmelse som gjorde att det kunde förnyas 20 år i taget.

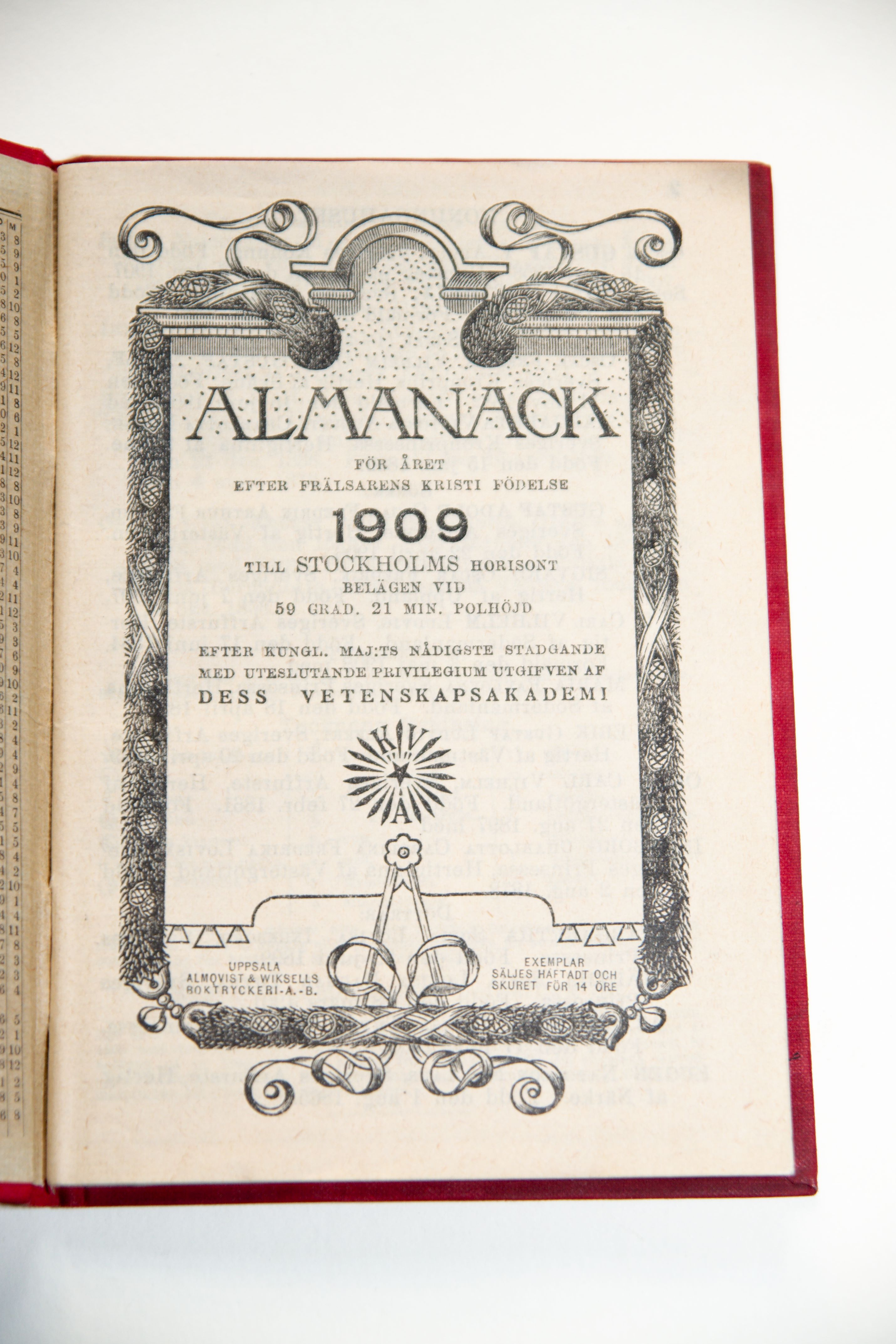
Almanacka för 1909.

Från runt 1810 arrenderades rätten ut till boktryckare N. M. Lindh och från 1823 till P. A. Norstedt. 1906 beslutades det att valet av arrendator skulle bestämmas genom ett anbudsförvarande och Norstedt förlorade utgivningen till Almqvist & Wiksell som skulle inneha rätten fram till privilegiets avskaffande.
Det sista beslutet om förnyande av almanacksprivilegiet fattades den 15 juni 1945 och gällde perioden 16 juli 1952-15 juli 1972. När tiden för förnyande åter närmade sig gjordes en översyn av sakkunnig. I betänkandet, som presenterades i oktober 1966, föreslogs det att privilegiet skulle behållas men att det skulle utövas på ett med konkurrensfrämjande sätt genom att fler förlag skulle kunna sluta avtal med KVA om utgivande av almanackor. Flera remissinstanser riktade dock principiell kritik mot privilegiet som sådant och 1969 meddelade Kungl. Maj:t att de inte hade för avsikt att förnya privilegiet.
Almanacksprivilegiet slutade gälla den 15 juli 1972. Efter att dispensen löpt ut fick vem som helst trycka almanackor i Sverige.

## Finland
Vid det svenska privilegiets införande ingick Finland i Sverige, vilket medförde att även Finland hade ett almanacksprivilegium. När Finland fördes över till Ryssland övertogs privilegiet av den dåvarande Åbo akademi. Almanacksprivilegiet avskaffades i Finland först 1995 i samband med EU-inträdet.

## Källhänvisningar
1. ↑  Vetenskapsakademien i Nordisk familjebok (första upplagan, 1893)
2. ↑  Litteraturens örtagårdsmästare. Karl Otto Bonnier och hans tid, Per I. Gedin
3. ↑  Almanackprivilegiet. Översyn av reglerna för privilegier och formerna för dess utövande, 1966
4. ↑  Kungl. Maj:ts proposition angående Vetenskapsakademiens och dess institutioners framtida ställning och verksamhet m. m.; given Stockholms slott den 9 mars 1973.
5. ↑  Uppslagsverket Finland Arkiverad 2 april 2015 hämtat från the Wayback Machine.